# Mesoleuca borealis
Mesoleuca borealis là một loài bướm đêm trong họ Geometridae.